# نيمانيا كويتشي
نيمانيا كويتشي (مواليد 3 فبراير 1990) هو لاعب كرة قدم صربي.

## وصلات خارجية
- نيمانيا كويتشي على موقع الاتحاد الأوربي (الإنجليزية)
- نيمانيا كويتشي على موقع اتحاد تركيا (لاعب) (الإنجليزية)
- نيمانيا كويتشي على موقع رابطة كرة القدم اليابانية للمحترفين (اليابانية)
- نيمانيا كويتشي على موقع قاعدة بيانات كرة القدم.إي يو (الإنجليزية)
- نيمانيا كويتشي على موقع Soccerway.com (الإنجليزية)
- نيمانيا كويتشي على موقع عالم كرة القدم.نت (الإنجليزية)
- نيمانيا كويتشي على موقع AS.com (الإسبانية)